# Enna meridionalis
Espèce
Enna meridionalis est une espèce d'araignées aranéomorphes de la famille des Trechaleidae.

## Distribution
Cette espèce est endémique du Paraná au Brésil,. Elle se rencontre à Cruzeiro do Iguaçu.

## Description
La femelle holotype mesure 6,64 mm.

## Publication originale
- Silva & Lise, 2009 : Four new species of the Neotropical spider genus Enna (Araneae, Lycosoidea, Trechaleidae) from Brazil. Zootaxa, no 2289, p. 48-54.